# كارلوس مارتينيز غاريدو
كارلوس مارتينيز غاريدو (بالإسبانية: Carlos Martínez Garrido)‏ (12 فبراير 1989 بقرطبة في إسبانيا - ) هو لاعب كرة قدم إسباني في مركز جناح ‏. لعب مع نادي قرطبة ونادي كارتاخينا ونادي لورقة وVillanueva CF ‏ وCórdoba CF B ‏ وLucena CF ‏.

## وصلات خارجية
- كارلوس مارتينيز غاريدو على موقع قاعدة بيانات كرة القدم.إي يو (الإنجليزية)
- كارلوس مارتينيز غاريدو على موقع Soccerway.com (الإنجليزية)